# No Surrender
No Surrender è un brano musicale di Bruce Springsteen, pubblicato nel 1984 sull'album Born in the U.S.A..

## Storia
Durante il Born in the U.S.A. Tour il brano fu raramente eseguito, e inoltre la canzone era una lenta versione acustica di chitarra e fisarmonica. In seguito fu occasionalmente eseguita in altri tour come nel The Rising Tour e nel Magic Tour.
Il brano divenne particolarmente celebre nel 2004 quando John Kerry, il candidato democratico nelle elezioni presidenziali di quell'anno e un fan di Springsteen, lo usò come tema musicale per la sua campagna elettorale.
Nel 2009 la svedese Jill Johnson ha registrato una cover della canzone sul suo album Music Row II